# 閃爍
閃爍，是通過介質觀察到的遠處發光物體的視亮度、顏色或位置變化的通用術語。如果物體位於地球大氣層之外，就像恆星和行星的情况一樣，這種現象被稱為「天文閃爍」；對於大氣中的物體，這種現象被稱為「地球閃爍」（terrestrial scintillation）。作為控制視寧度的三個主要因素之一（另外兩個因素是光污染和雲量），大氣的閃爍僅被定義為照度的變化。
簡單地說，恆星的閃爍是由光穿過湍流大氣的不同層引起的。大多數閃爍效應是由通常與溫度梯度相關的空氣密度的小規模波動引起的異常大氣折射引起的。閃爍效應在地平線附近比在天頂附近（直接在頭頂）更明顯，因為地平線附近的光線在到達觀察者之前必須穿透更密集的大氣層，並且在大氣層中有更長的路徑。大氣閃爍是使用閃爍計定量量測的。使用孔徑更大的接收器可以減少閃爍的影響；這種效應被稱為「孔徑平均化」（aperture averaging）。
來自恆星和其它天體的光較可能會閃爍，行星影像則較不易因閃爍產生明顯變化。
恆星之所以閃爍，是因為它們離地球太遠，以至於它們看起來像點光源，很容易受到地球大氣湍流的干擾，就像透鏡和稜鏡一樣，改變了光的路徑。靠近地球的大型天體，如月球和其它行星，包含空間中的許多點，可以被解析為具有可觀測直徑的物體。當多個觀察到的光點穿過大氣層時，它們的光線偏差會平均下來，觀眾會感覺到來自它們的光線變化較小。